# Ulysses (sonda)
Ulysses byla vesmírná sonda určená pro výzkum Slunce. Vypuštěna byla v roce 1990 a pracovala až do roku 2009. Jednalo se o první vědeckou družici, která pozorovala Slunce v oblasti jeho pólů. Díky své oběžné dráze zkoumala také vlastnosti meziplanetárního prostoru (heliosféry) daleko od roviny ekliptiky.
Jméno sondy „Ulysses“ je latinskou variantou řeckého jména „Odysseus“.

## Začátek mise, oběžná dráha
Sonda byla společným projektem ESA a NASA. Byla vynesena 6. října 1990 do volného kosmického prostoru pomocí raketoplánu Discovery při misi STS-41. Poté byla pomocí urychlovacího stupně Inertial Upper Stage vyslána na dva roky trvající cestu k Jupiteru. Tam objevila, trochu nad rámec svých povinností, překvapivě velký únik prachu z Jupiterova systému. Především však využila Jupiter jako gravitační prak, který ji vystřelil na oběžnou dráhu téměř kolmou (79°) k rovině ekliptiky.
Sonda neobíhala v rovině ekliptiky, v níž obíhají téměř všechny ostatní sondy. Díky gravitačnímu popostrčení od Jupiteru se dostala na oběžnou dráhu kolmou k rovině ekliptiky a tím i k rovníku Slunce. Sonda obíhala po eliptické dráze nad póly Slunce, díky čemuž je mohla přímo sledovat. Poprvé se nad jižní pól dostala v roce 1994, nad severní o rok později. Jeden oběh okolo Slunce jí trval šesti let. Druhý přelet nad póly Slunce vykonala mezi lety 2000 a 2001.

## Vědecký výzkum

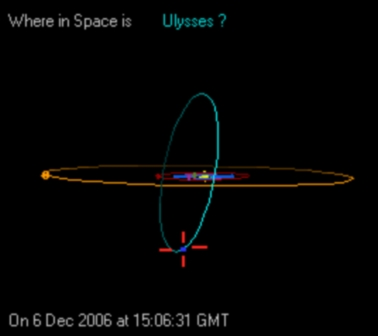
Oběžná dráha sondy Ulysses (modře)

Sonda nesla mnoho přístrojů pro pozorování částic a záření vycházejícího ze Slunce. Měla také výhodný oběžný cyklus. Hned během prvního přeletu si astronomové všimli zřetelných rozdílů v počtu částic mezi pólem a rovníkem. Byl ale mnohem menší, než se čekalo. Dalším velkým překvapením bylo zjištění, že magnetosféra je na jihu silnější než na severu. Během let 2000–2001 procházelo Slunce bouřlivější částí svého jedenáctiletého cyklu, takže mnoho citlivých pozorování nebylo možno provést. Nicméně sondu zasáhla jedna z obrovitých erupcí a bylo tak možno studovat, co se stane se sluneční erupcí ve vzdálenosti 300 milionů km od Slunce.
V roce 2006 bylo sice opět v minimu své aktivity, nicméně Slunce má vedle jedenáctiletého cyklu i cyklus dvaadvacetiletý, během něhož dojde vždy k přepólování. Právě proto byl tento přelet z vědeckého hlediska tak zajímavý. Pomocí stejných přístrojů bylo možno sledovat dvě sluneční období a rozdíly mezi nimi.
Mezi vědecké úspěchy sondy patří i objev částic mezihvězdného prachu, který prochází heliosférou napříč sluneční soustavou, či průzkum tří kometárních ohonů, jimiž prolétla.

## Ukončení činnosti sondy
Několik posledních let činnosti sondy se technici potýkali s problémy se zamrzáním důležitých částí sondy, zvláště paliva hydrazinu, nutného k ovládání orientace sondy. Ohřívací tělesa, která mají udržovat dostatečnou teplotu, byla napájena ze zdroje obsahujícího radioaktivní plutonium. Po 17 letech činnosti se radioaktivita plutonia natolik snížila, že zdroj již nebyl schopen dodávat dostatečné množství energie. Problém se technici pokoušeli řešit občasným vypínáním hlavního vysílače sondy, aby mohla být ušetřená energie použita pro ohřívání paliva.
Vedení NASA a ESA rozhodlo o ukončení činnosti sondy ke dni 30. června 2009. Na příkaz z pozemního řídícího střediska byl ve 20:09 UTC vypnut rádiový vysílač sondy a po chvíli i sledovací pozemní stanice. Sonda byla v činnosti více než 18 let, skoro třikrát se jí podařilo obletět po eliptické dráze Slunce a prozkoumala dosud neprobádané regiony kolem slunečních pólů.
Tým, který zajišťoval činnost sondy, získal 9. června 2009 od NASA prestižní ocenění Group Achievement Award a sonda obdržela od ESA ocenění nejdéle fungující družice ESA.